# Чуро
Чуро — река в России, на северо-востоке Северо-Байкальского района Бурятии. Вытекает из Байкальских гор, впадает в реку Верхнюю Ангару.

## География
Длина реки — 124 км, площадь бассейна — 1990 км. Берёт начало в западных отрогах Делюн-Уранского хребта на высоте около 1800 м. Бежит в горно-таёжной местности в юго-западном направлении от северо-восточной границы Северо-Балькальского района, далее направление изменяется на западное, характер местности меняется на болотистый. После поворота на юг по руслу реки проходит восточная граница Верхнеангарского хребта. Впадает в Верхнюю Ангару с правой стороны в 270 км от её впадения в озеро Байкал.
Основные притоки: Аявкан, Уклонь, Уаньеми, Тыксалакит и Чурокан. Замерзает с октября по май.

## Данные водного реестра
По данным государственного водного реестра России и геоинформационной системы водохозяйственного районирования территории РФ, подготовленной Федеральным агентством водных ресурсов:
- Бассейновый округ — Ангаро-Байкальский
- Речной бассейн — бассейны малых и средних притоков средней и северной части озера Байкал
- Водохозяйственный участок — бассейны рек средней и северной части озера Байкал от восточной границы бассейна реки Ангары до северо-западной границы бассейна реки Баргузин